# Любовний менеджмент
«Любовний менеджмент» (англ. Management) — комедія 2008 року про те, що в пошуках коханої можна об'їздити всю країну. У головній ролі — Дженніфер Еністон.

## Зміст
Переконана холостячка, галерейниця Сью роз'їжджає країною і продає дешеві предмети мистецтва готелям та мотелям, де одного разу знайомиться з менеджером Майком. Майк із першого погляду закохується в Сью, але вона робить свої справи і від’їздить, навіть без прощання. Закоханий хлопець кидається за своїм коханням і слідує за Сью усією Америкою.

## Ролі
- Дженніфер Еністон — Сью
- Стів Зан — Майк
- Вуді Харрельсон — Джанго
- Фред Ворд — Джеррі
- Марго Мартіндейл — Тріш
- Джеймс Хіроюкі Ліао — Ел
- Джош Лукас — Баррі

## Цікаві факти
- Зйомки проходили у Портленді, штат Орегон, США з жовтня по листопад 2007 року
- Прем'єра відбулася у вересні 2008 року
- При перегляді дітям до 17 років, обов'язкова присутність батьків
- Дженніфер Еністон є ще й продюсером фільму
- Вуді Харрельсон знявся в невеликій ролі коханого Дженніфер Еністон
- У фільмі Стів Зан виконав пісню під назвою «Feel Like Makin' Love»
- Дженніфер Еністон та Стів Зан знімалися раніше у фільмі «Об'єкт мого захоплення»